# Noords spikkeldikkopje
Het Noords spikkeldikkopje (Pyrgus centaureae) is een dagvlinder uit de familie van de Hesperiidae, de dikkopjes.

## Verspreiding
De soort komt in Europa alleen voor in grote delen van Noorwegen, Zweden en Finland, met uitzondering van het uiterste zuiden en de Noorse kustgebieden. In Noord-Amerika komt de soort voor in Alaska en Canada en het noordwesten van de Verenigde Staten. Er zijn daarnaast geïsoleerde populaties in de centrale Appalachen en rond de Rocky Mountains. In Azië komt de soort ook voor, in de noordelijke delen van Rusland en Mongolië.

## Levenswijze
De waardplant is in Europa alleen kruipbraam (Rubus chamaemorus), in Noord-Amerika ook Fragaria virginiana, Canadese ganzerik (Potentilla canadensis) en Potentilla diversifolia. Het vrouwtje legt de eieren apart op de bladeren van de waardplant. De rupsen leven in een bundel samengesponnen bladeren. De rupsen doen er in subarctische gebieden twee jaar over om van ei tot vlinder te komen, terwijl ze hier in het zuiden maar een jaar over doen.
De vliegtijd is in Europa in juni en juli, terwijl ze op de meer zuidelijke vliegplaatsen in Amerika van maart tot mei vliegen.

## Biotoop
De vlinder leeft op vochtige tot natte plaatsen, vooral in veen- en moerasgebieden en struwelen langs deze gebieden, toendra’s en vochtige berghellingen met begroeiing van dwergstruiken.

## Ondersoorten
Van het Noords spikkeldikkopje zijn inclusief de nominaat 6 ondersoorten bekend:
- Pyrgus centaureae centaureae (Rambur, 1839) komt voor in Europa en Azië.
- Pyrgus centaureae freija (Warren, 1924) in Alaska en Canada.
- Pyrgus centaureae kurenzovi Korshunov, 1995 in Oost-Rusland en Mongolië.
- Pyrgus centaureae loki Evans, 1953 in de Rocky Mountains.
- Pyrgus centaureae wyandot (Edwards, 1863) in Michigan, New York en North Carolina. Deze ondersoort is door de geïsoleerde vliegplaatsen en kleine populaties kwetsbaar en extra beschermingsmaatregelen zijn nodig.
- Pyrgus centaureae dzekh Gorbunov, 2007 in Tsjoekotka.